# Bloomington (Indiana)
Bloomington je město v okrese Monroe County ve státě Indiana ve Spojených státech amerických. V roce 2010 zde žilo 80 405 obyvatel. S celkovou rozlohou 60,5 km2 byla hustota zalidnění 1 340,4 obyvatel na km2.
Město bylo založeno v roce 1818 skupinou osadníků z Kentucky, Tennessee, Virginie, ze Severní a Jižní Karolíny. Nachází se zde univerzita Indiana University Bloomington, která byla založena v roce 1820 a navštěvuje ji asi 42 630 studentů.

## Ekonomika
Ve městě sídlí několik významných zaměstnavatelů v oblasti vzdělání, biologických věd a technologií. Bloomington bylo uznáno časopisem Inc. jako jedno z "nejlepších amerických měst pro podnikání" a navíc, podle magazínu Forbes se jedná o třetí "nejlepší místo pro podnikání nebo založení kariéry".

### Hlavní zaměstnavatelé
| # | Zaměstnavatel                              | Obor                 | Počet zaměstnanců |
| - | ------------------------------------------ | -------------------- | ----------------- |
| 1 | Indiana University Bloomington             | vzdělání             | 7 000             |
| 2 | Cook Group, Inc.                           | zdravotnické pomůcky | 3 330             |
| 3 | Indiana University Health-Bloomington      | zdravotnictví        | 2 246             |
| 4 | Monroe County Community School Corporation | vzdělání             | 1 882             |
| 5 | Baxter Healthcare Pharmaceuticals          | zdravotnické pomůcky | 1 100             |